# Welshly Arms
Welshly Arms est un groupe de blues rock américain originaire de Cleveland en Ohio. Le groupe fait ses débuts en 2013 avec la sortie de leur premier EP, Welcome. L'année suivante le groupe fait paraître un EP de reprises, suivi en 2015 de leur premier album studio, l'éponyme Welshly Arms. Leur second album studio, intitulé No Place Is Home, paraît en 2018. Le groupe compose, produit et enregistre tout son matériel à Cleveland. Le nom du groupe fait référence à un sketch de l'émission de télévision de variétés américaine Saturday Night Live. Les influences musicales de Welshly Arms incluent Jimi Hendrix, The Temptations, Otis Redding et Howlin' Wolf. Plusieurs musiciens de leur ville natale de Cleveland les ont également influencés, parmi eux The O'Jays, The James Gang et The Black Keys.
La musique de Welshly Arms a été utilisée dans deux bandes-annonces de films : The D Train (mettant en vedette Jack Black) et Les Huit Salopards (réalisé par Quentin Tarantino). La chanson Legendary a également été utilisée dans plusieurs publicités, dans une vidéo promotionnelle pour la série Sense8 de Netflix, ainsi que comme l'une des chansons du générique de fin du film Criminal Squad.

## Membres
- Sam Getz – voix, guitare
- Brett Lindemann – clavier, voix
- Jimmy Weaver – basse, voix
- Mikey Gould – percussions
- Bri Bryant – voix
- Jon Bryant – voix

## Discographie

### Albums studio
- Welshly Arms (Position Music, 2015)
- No Place Is Home (Position Music, 2018)

### EPs
- Welcome EP (2013)
- Covers EP (2014)
- Legendary EP (2017)